# Rally Costa de Almería de 2010

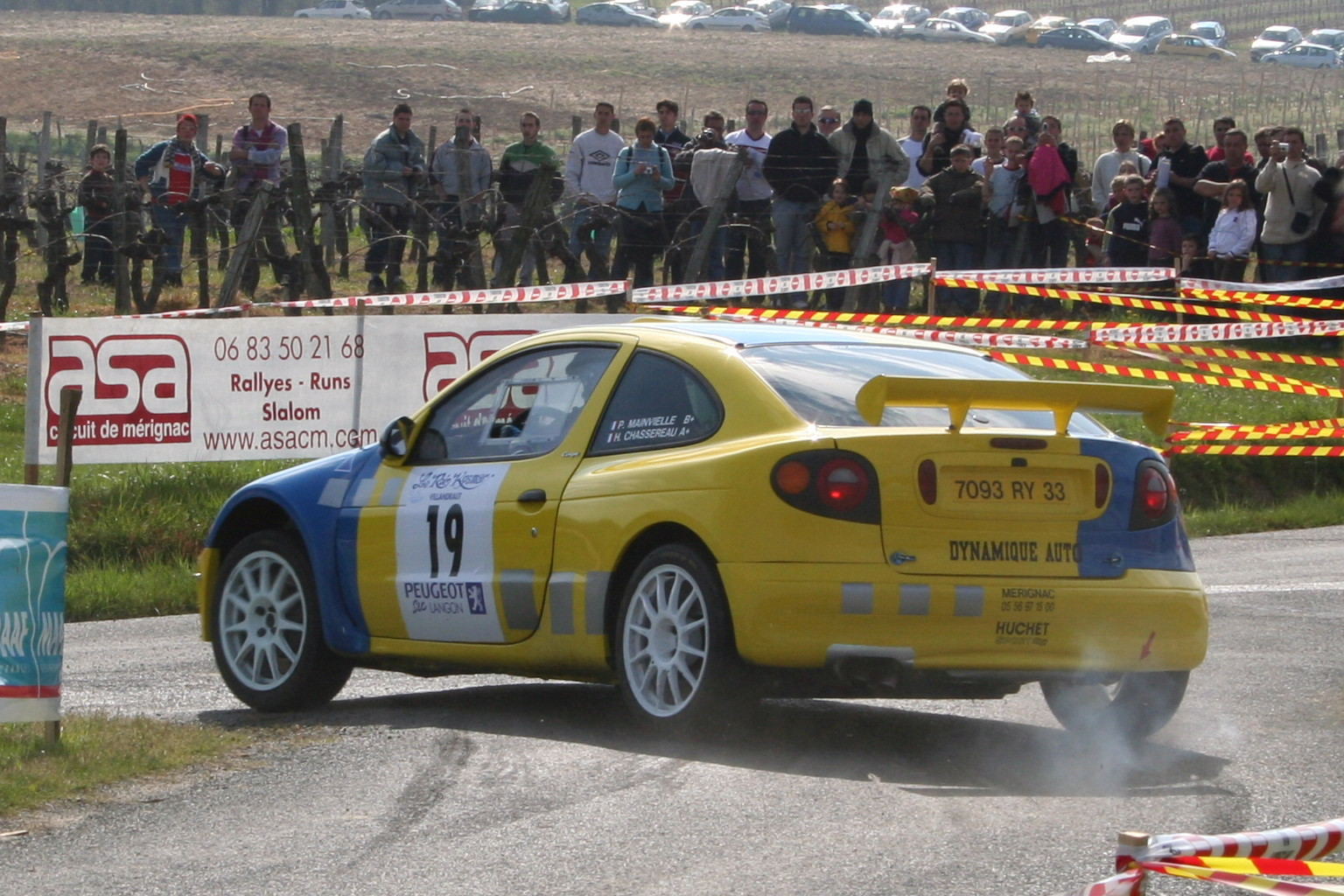
Renault Mégane Maxi, similar al vencedor de la prueba.

El Rally Costa de Almería de 2010 fue la 37.ª edición del citado rally, celebrado entre el 5 y el 6 de junio de 2010 y contó con un itinerario de nueve tramos cronometrados sobre asfalto. Contó con un coeficiente 4. Fue puntuable para el Campeonato de Andalucía de Rallyes de Asfalto.
El vencedor de la prueba fue el piloto malagueño Enrique Villar, que impuso la ligereza de su Renault Mégane Maxi a otros vehículos más modernos y teóricamente superiores, a pesar de llevar varios años sin estar en activo.
Tras esta edición, el Rally Costa de Almería tuvo un año en blanco y hubo de esperar hasta 2012 para celebrarse de nuevo.

## Itinerario
| Día        | Tramo | Nombre    | Distancia | Hora  | Ganador                  | Tiempo | Líder rally              |
| ---------- | ----- | --------- | --------- | ----- | ------------------------ | ------ | ------------------------ |
| 5 de junio | TC1   | Marchal   | 12 km     | 9:48  | José L. Fuentes Martínez | 7:02,9 | José L. Fuentes Martínez |
| 5 de junio | TC2   | Ricaveral | 11,5 km   | 10:46 | José L. Fuentes Martínez | 7:09,5 | José L. Fuentes Martínez |
| 5 de junio | TC3   | Marchal   | 12 km     | 12:40 | Juan A. Ruiz Fernández   | 7:02,1 | Juan A. Ruiz Fernández   |
| 5 de junio | TC4   | Ricaveral | 11,5 km   | 13:38 | Enrique Villar           | 6:55,6 | Enrique Villar           |
| 5 de junio | TC5   | Marchal 2 | 12 km     | 15:06 | Enrique Villar           | 6:57,7 | Enrique Villar           |
| 5 de junio | TC6   | Río Chico | 8 km      | 18:00 | Juan A. Ruiz Fernández   | 4:55,5 | Enrique Villar           |
| 5 de junio | TC7   | Castala   | 5,2 km    | 18:22 | Antonio Maldonado Daza   |        | Enrique Villar           |
| 5 de junio | TC8   | Río Chico | 8 km      | 19:54 | Juan Camacho Sánchez     | 4:58,5 | Enrique Villar           |
| 5 de junio | TC9   | Castala   | 5,2 km    | 20:16 | Juan A. Ruiz Fernández   | 3:20,6 | Enrique Villar           |
| Fuente     |       |           |           |       |                          |        |                          |

## Clasificación final
| Pos.   | Piloto                      | Copiloto                         | Automóvil                 | Tiempo  | Diferencia |
| ------ | --------------------------- | -------------------------------- | ------------------------- | ------- | ---------- |
| 1.     | Enrique Villar              | Alberto Chamorro                 | Renault Mégane Maxi       | 52:00,9 | 0,0        |
| 2.     | Juan Ángel Ruiz Fernández   | Miguel Ángel García Egea         | Subaru Impreza STi N10    | 52:20,0 | +19,1      |
| 3.     | Juan Camacho Sánchez        | Óscar Adán                       | Mitsubishi Lancer Evo VII | 53:01,4 | +1:00,5    |
| 4.     | Francisco Jiménez Bermúdez  | Rafael Marchena Baena            | Subaru Impreza STi N12    | 53:40,1 | +1:39,2    |
| 5.     | Óscar Gil Gambero           | Francisco Javier Montes          | Renault Clio Sport        | 54:42,9 | +2:42,0    |
| 6.     | Jose María Zapata Rodríguez | Arnoldo Rodríguez López          | Renault Mégane Coupé      | 54:52,7 | +2:51,8    |
| 7.     | Juan Ramón García Mata      | Rafael Ramírez Camas             | Citroën Saxo VTS          | 56:26,1 | +4:25,2    |
| 8.     | Enrique Guisado Roca        | Antonio Francisco Luque González | Renault Clio Williams     | 56:43,4 | +4:42,5    |
| 9.     | Francisco Molino Aporta     | José Pérez Jarén                 | Peugeot 206 XS            | 56:45,1 | +4:44,2    |
| 10.    | José Antonio Aznar          | José Crisanto Galán de la Fuente | BMW 323i E21              | 56:55,4 | +4:54,5    |
| 11.    | Juan Carlos Cabezas Romero  | Sergio Cerezo Martín             | SEAT León Cupra R         | 56:56,0 | +4:55,1    |
| 12.    | Germán Leal Tabares         | Antonio Nevado                   | Peugeot 206 XS            | 58:20,2 | +6:19,3    |
| 13.    | Fernando Molero             | Javier de la Cruz                | Peugeot 106 Rallye        | 59:01,2 | +7:00,3    |
| 14.    | Álvaro Amores Ternero       | Javier Alcántara Pérez           | Peugeot 205 Rallye        | 59:32,8 | +7:31,9    |
| 15.    | Ángel Arce Hidalgo          | Juan Adamuz                      | Citroën Saxo VTS          | 59:38,5 | +7:37,6    |
| Fuente |                             |                                  |                           |         |            |